# Championnat de Hong Kong de football 1984-1985
Navigation
Saison précédente Saison suivante
La saison 1984-1985 du Championnat de Hong Kong de football est la quarantième édition de la première division à Hong Kong, la First Division League. Elle regroupe, sous forme d'une poule unique, les neuf meilleures équipes du pays qui se rencontrent deux fois, à domicile et à l'extérieur. En fin de saison, pour permettre le passage du championnat à 10 équipes, il n'y a pas de relégation et le meilleur club de Second Division League, la deuxième division hongkongaise, est promu.
C'est le club de Seiko SA, sextuple tenant du titre, qui remporte à nouveau le championnat cette saison après avoir terminé en tête du classement final, avec deux points d'avance sur South China AA et sept sur Sea Bee FC. C'est le neuvième et dernier titre de champion de Hong Kong de l'histoire du club, qui se qualifie ainsi pour la Coupe d'Asie des clubs champions, remise sur pied par l'AFC après quinze ans d'interruption.

## Clubs participants
- Seiko SA
- Harps FC - Promu de D2
- Hong Kong Rangers
- South China AA
- Eastern AA
- Happy Valley AA
- Tung Sing FC
- Tsuen Wan FC - Promu de D2
- Sea Bee FC

## Compétition
Le barème de points servant à établir les classements se décompose ainsi :
- Victoire : 2 points
- Match nul : 1 point
- Défaite : 0 point

### Classement
| Rang | Équipe            | Pts | J  | G  | N | P  | Bp | Bc | Diff |
| ---- | ----------------- | --- | -- | -- | - | -- | -- | -- | ---- |
| 1    | Seiko SAT         | 27  | 16 | 12 | 3 | 1  | 37 | 12 | +25  |
| 2    | South China AAC   | 25  | 16 | 10 | 5 | 1  | 27 | 7  | +20  |
| 3    | Sea Bee FC        | 20  | 16 | 8  | 4 | 4  | 24 | 18 | +6   |
| 4    | Happy Valley AA   | 17  | 16 | 5  | 7 | 4  | 20 | 20 | 0    |
| 5    | Harps FCP         | 16  | 16 | 5  | 6 | 5  | 13 | 14 | -1   |
| 6    | Tung Sing FC      | 13  | 16 | 4  | 5 | 7  | 16 | 21 | -5   |
| 7    | Eastern AA        | 10  | 16 | 3  | 4 | 9  | 14 | 20 | -6   |
| 8    | Hong Kong Rangers | 8   | 16 | 1  | 6 | 9  | 8  | 27 | -19  |
| 9    | Tsuen Wan FCP     | 8   | 16 | 2  | 4 | 10 | 5  | 25 | -20  |

|  | Qualification pour la Coupe d'Asie des clubs champions 1985-1986           |
|  | T : Tenant du titre C : Vainqueur de la Coupe de Hong Kong P : Promu de D2 |

## Bilan de la saison
| Championnat de Hong Kong de football 1984-1985 |                            |
| Champion                                       | Seiko SA (9e titre)        |
| Coupes et trophées                             |                            |
| Vainqueur de la Coupe de Hong Kong 1984-1985   | South China AA             |
| Qualifications continentales                   |                            |
| Coupe d'Asie des clubs champions 1985-1986     | Seiko SA                   |
| Promotions et relégations                      |                            |
| Promus en First Division League                | Double Flower FA           |
| Relégués en Second Division League             | Aucun (passage à 10 clubs) |